# Bolarci (obwód Warna)
Bolarci (bułg. Болярци) – wieś w północno-wschodniej Bułgarii, w obwodzie Warna, w gminie Awren. Według danych Narodowego Instytutu Statystycznego, 31 grudnia 2012 roku wieś liczyła 171 mieszkańców.